# Брезовиця (Велика Полана)
Брезовиця (словен. Brezovica) — поселення в общині Велика Полана, Помурський регіон, Словенія. Висота над рівнем моря: 166,9 м.